# Santullano (Las Regueras)
Santullano  (Santuyanu) ist eine von sechs Parroquias und zugleich der Verwaltungssitz in der Gemeinde Las Regueras der autonomen Region Asturien in Spanien. Die 354 Einwohner (2011) leben in 7 Dörfern, auf einer Fläche von 9,01 km².

## Sehenswertes
- Pfarrkirche San Julián

## Dörfer und Weiler im Parroquia
- Andallón (Andayón) 46 Einwohner 2011
- Ania 57 Einwohner 2011
- Lazana (Llazana) 25 Einwohner 2011 43° 24′ 53″ N, 5° 59′ 9″ W
- Otero 33 Einwohner 2011
- Santullano de Las Regueras (Santuyanu Les Regueres) 128 Einwohner 2011 43° 24′ 51″ N, 5° 58′ 16″ W
- Trascañedo (Trescañeu) 24 Einwohner 2011
- Viado (Viáu) 41 Einwohner 2011 43° 24′ 55″ N, 5° 58′ 37″ W